# Tegeran-43
Tegeran-43 (russisk: Тегеран-43, da.: Teheran-43) er en spillefilm fra 1981 instrueret af Aleksandr Alov og Vladimir Naumov.

## Medvirkende
- Natalja Belokhvostikova som Marie/Nathalie
- Igor Kostolevskij som Andrej
- Armen Dzhigarkhanyan som Max
- Vladimir Basov som taxachauffør
- Alain Delon som Foche
- Claude Jade som Françoise
- Curd Jürgens som Legraine
- Albert Filozov som Scherner
- Georges Geret som Dennis Pew